# Vladislav Kulikov (cyclisme)
Pour les articles homonymes, voir Vladislav Kulikov.
Vladislav Kulikov, né le 8 juillet 1996, est un coureur cycliste russe. Il participe à des épreuves sur route et sur piste.

## Biographie
Fin juillet 2019, il est sélectionné pour représenter son pays aux championnats d'Europe de cyclisme sur route. Il s'adjuge à cette occasion la sixième place  du relais mixte et la vingt-neuvième du contre-la-montre individuel.

## Palmarès sur route

### Par année
- 2015
  - 2e du championnat de Russie du critérium
- 2018
  - 2e du championnat de Russie du contre-la-montre espoirs
- 2022
  - 4e étape des Russian Spring Races
  - 2e étape de la Maykop Stage Race

### Classements mondiaux
| Année                                 | 2017  | 2018  | 2019  | 2020 | 2021 | 2022  |
| ------------------------------------- | ----- | ----- | ----- | ---- | ---- | ----- |
| Classement mondial                    | 2525e | 2235e | 1730e | nc   | nc   | 1211e |
| UCI Europe Tour                       | nc    | 1477e | 1146e | nc   | nc   | 848e  |
| UCI Asia Tour                         | 536e  | nc    |       |      |      |       |
|                                       |       |       |       |      |      |       |
| Légende : nc = non classéSource : UCI |       |       |       |      |      |       |

## Palmarès sur piste

### Championnats du monde
- Hong Kong 2017
  - 7e de la poursuite par équipes[4]

### Coupe du monde
- 2016-2017
  - 3e de la poursuite par équipes à Cali

### Championnats de Russie
- 2017
  - 2e du scratch
  - 3e de la poursuite
  - 3e de la poursuite par équipes
  - 3e de l'américaine